# Sajra Selimović
Sajra Selimović (* 9. März 2008) ist eine bosnische Leichtathletin, die sich auf den Hochsprung spezialisiert hat.

## Sportliche Laufbahn
Erste internationale Erfahrungen sammelte Sajra Selimović im Jahr 2024, als sie bei den U18-Balkan-Meisterschaften in Maribor mit übersprungenen 1,55 m auf den zwölften Platz gelangte. Im Jahr darauf belegte sie bei den U20-Balkan-Meisterschaften in Craiova mit 1,71 m den achten Platz.
2024 wurde Selimović bosnisch-herzegowinische Meisterin im Hochsprung.